# Turleque
Turleque község Spanyolországban, Toledo tartományban. Turleque Tembleque, Madridejos, Consuegra és Mora községekkel határos. Lakosainak száma 692 fő (2024).

## Népesség
A település népessége az utóbbi években az alábbiak szerint változott:
| Lakosok száma | 948  | 919  | 930  | 942  | 875  | 850  | 804  | 749  | 721  | 692  |
|               | 2001 | 2004 | 2007 | 2009 | 2012 | 2014 | 2017 | 2019 | 2022 | 2024 |